# Михайло Воиславлевич
Миха́йло Воисла́влевич (серб. Михаило Војислављевић) — сын Стефана Воислава, правитель сербского княжества Дукля с 1052 по 1081 год, король с 1077 года.
В 1071 году Михайло безуспешно поддерживал сербское восстание в Македонии против власти Византии. В 1077 году папой Григорием VII ему были вручены королевские регалии, благодаря чему он стал первым коронованным королём Сербии (Михаил I).
Михайло Воиславлевич не смог сохранить государственную систему власти, унаследованную от отца. Рашка и Босния отказали ему в верности. Его преемником в 1081 году на сербском троне стал его сын Константин Бодин.